# Eric Peterson
Eric Peterson (14. svibnja 1964.) američki gitarist, glazbenik, tekstopisač i pjevač najbolje poznat kao gitarist američkog thrash metal sastava Testament. On je jedini član izvorne postave. S Chuckom Billyjem pojavljuje se na svakom albumu sastava. Osim Testament Eric je svira gitaru u glazbenom sastavu Dragonlord. Bio je i koncertni gitarist thrash metal sastava Anthrax. Također surađivao s Old Man's Child.

## Diskografija

### Testament (1983. - danas)
- The Legacy (1987.)
- The New Order (1988.)
- Practice What You Preach (1989.)
- Souls of Black (1990.)
- The Ritual (1992.)
- Low (1994.)
- Demonic (1997.)
- The Gathering (1999.)
- The Formation of Damnation (2008.)
- Dark Roots of Earth (2012.)
- Brotherhood of the Snake (2016.)
- Titans of Creation (2020.)

### Dragonlord (2001. - danas)
- Rapture (2001.)
- Black Wings of Destiny (2005.)
- Dominion (2018.)

### Odabrana gostovanja
- Old Man's Child - Vermin (2005.)
- Leah McHenry - Otherworld (2013.)